# Охтирка
Охтирка (укр. Охтирка) град је у Украјини, у Сумској области. Према процени из 2012. у граду је живело 49.084 становника.

## Становништво
Према процени, у граду је 2012. живело 49.084 становника.
| 1979.  | 1989.  | 2001.  | 2012.  |
| ------ | ------ | ------ | ------ |
| 45.301 | 50.726 | 50.399 | 49.084 |